# Георг фон Дерфлінгер
Георг фон Дерфлінгер (нім. Georg von Derfflinger, нар. 20 березня 1606 — пом. 14 лютого 1695 року) — військовий діяч Бранденбурзького маркграфства і Прусського герцогства, генерал-фельдмаршал.

## Життєпис
Походив з австрійського селянського роду. Син Ганса Георга Дерфлінгера, власника винної таверни. Народився в 1606 році в Нойгофені-на-Кремсі (Верхня Австрія). Виховувався в лютеранському дусі. Змушений був залишити свій дім через релігійні переслідування під час Контрреформації в Австрії. Приєднався до військ богемського аристократа Їндржиха Матяша Турна, що був одним з очільників повстання проти імператора Фердинанда II.
В наступні роки Тридцятирічної війни перейшов на службу до курфюрства Саксонії, а з 1632 року опинився в лавах шведської армії. Тут пройшов службу до генерала та очільника полку. Отримав шляхетську гідність. Здобув репутацію хороброго та талановитого кавалериста. 1646 року пошлюблив представницю бранденбурської знаті. 1648 року пішов у відставку з посади члена штабу фельдмаршала Карл-Густава Врангеля.
1654 року перейшов на службу до Фрідріха Вільгельма Гогенцоллерна, маркграфа Бранденбургу. Дерфлінгер відіграв центральну роль у реформі бранденбурзької кавалерії та артилерії. 1674 року отримав титул імперського фрайгера. Невдовзі був посвячений у лицарі та здобув звання генерал-фельдмаршала. Того ж року хитрістю зумів захопити місто Ратенау. 1675 року відіграв важливу роль у перемозі над шведами у битві біля Фербелліна, зокрема під час переслідування противника захопив ар'єргард та усі гармати.
У 1682 році він став губернатором фортеці Кюстрін. 1690 року очолював бранденбурзькі війська під час війни Аугсбурзької ліги. Помер 1695 року в Гусові.

## Характер
Був відомим п'яницю, який постійно пив шнапс, але пристрасть до алкоголю не завадила його військовим здібностям.

## Пам'ять
Най ого честь було названо крейсер імператорського флоту Німеччини.

## Родина
1. Дружина — Маргарет Тугендрайх фон Шапелов
Діти:
- Беата Луїза, дружина Курта Гільдебранда фон дер Марвіца

2. Дружина — Барбара Розіна фон Берен
Діти:
- Карл (д/н—1686)
- Фрідріх (1663—1724), генерал-лейтенант
- Луїза, дружина Йоахіма Бальтазара фон Девіца
- Емілія, дружина Ганса Отто фон дер Марвіца
- Шарлотта, дружина Йоганна Антона фон Зітена